# Karaganda
Qarağandı (en kazakh : Қарағанды) ou Karaganda (en russe : Караганда) est une ville du Kazakhstan et la capitale administrative de l'oblys de Karaganda. Elle est située à 187 km au sud-est d’Astana, la capitale du Kazakhstan. Sa population s'élevait à 480 075 habitants en 2013.

## Histoire

Plan de Karaganda.

La construction de la ville, sur un site inhabité, débute en 1934 sous la direction de l'architecte et urbaniste Alexandre Ivanovitch Kouznetsov (Александр Иванович Кузнецов) et d'une équipe d'architectes moscovites. La ville nouvelle, d'abord bâtie pour abriter 300 000 personnes (un nombre atteint seulement dans les années 1960), était destinée à l'exploitation des gisements de charbon présents sur son site. De nombreux condamnés du Goulag de Karlag (Karaganda Lager) travaillèrent dans les mines ainsi qu'à la construction de la ville. Pendant et après la Seconde Guerre mondiale, des prisonniers de guerre — principalement japonais — participèrent à l'édification de la ville.
À la fin des années 1960, un nouveau programme de construction de grande envergure est lancé à quelques kilomètres au sud-est de Karaganda. Il donne naissance à une seconde ville nouvelle qui devient progressivement le nouveau centre-ville et abrite les principaux bâtiments publics.
Aujourd'hui, la première ville est partiellement abandonnée.
Cette ville étudiante fut longtemps la seconde ville du Kazakhstan, avant le développement fulgurant de la nouvelle capitale Astana, et ses universités et ses théâtres restent réputés dans le pays.

## Population
Après avoir dépassé 600 000 habitants en 1989, Karaganda a vu sa population décroître fortement au cours des années 1990 (chute supérieure à -25% entre 1989 et 1999), juste après la dislocation de l'Union soviétique. Près de 300 000 personnes d'origine européenne sont alors parties en Russie, en Allemagne ou dans d'autres pays. Karaganda est en 2013 la quatrième ville du Kazakhstan après Almaty, Astana et Chimkent. Les Kazakhs représentent désormais plus de 35 % de la population, alors qu'ils étaient moins de 10 % en 1989.
Recensements (*) ou estimations de la population :
| 1933    | 1939*   | 1959*   | 1970*   | 1979*   | 1989*   |
| ------- | ------- | ------- | ------- | ------- | ------- |
| 118 900 | 156 200 | 397 083 | 523 271 | 571 877 | 613 797 |

| 1999*   | 2009    | 2010    | 2011    | 2012    | 2013    |
| ------- | ------- | ------- | ------- | ------- | ------- |
| 436 864 | 459 778 | 465 178 | 470 749 | 475 370 | 480 075 |

Composition ethnique en 2010 :
- Russes — 214 969 (45,57 %)
- Kazakhs — 171 038 (36,25 %)
- Ukrainiens — 22 631 (4,80 %)
- Allemands — 15 608 (3,31 %)
- Tatars — 14 395 (3,05 %)
- Coréens — 7 423 (1,57 %)
- Biélorusses — 5 484 (1,16 %)
- Polonais — 2 535 (0,54 %)
- Tchétchènes — 2 127 (0,45 %)
- Azéris — 1 502 (0,32 %)
- Bachkires — 1 404 (0,30 %)
- Mordves — 1 029 (0,22 %)
- Ouzbeks — 1 028 (0,22 %)
- Moldaves — 809 (0,17 %)
- Tchouvaches — 714 (0,15 %)
- Lituaniens — 615 (0,13 %)
- Grecs pontiques — 531 (0,11 %)
- Autres — 7 933 (1,68 %)
- Total — 480 075 (100,00 %).

## Économie
Karaganda est un important centre industriel, né de l'exploitation du bassin houiller de Karaganda. L'activité métallurgique, en particulier l'usine sidérurgique de Témirtaou, à 25 km au nord-ouest de Karaganda, est également le fruit de l'extraction du charbon.
La ville compte également des industries agroalimentaires.

## Transports
Karaganda est desservie par l'aéroport de Sary-Arka et la Gare ferroviaire de Karaganda

## Religion
La majorité de la population de Karaganda est d'ascendance européenne (Russes, Ukrainiens, Allemands de la Volga, Polonais, Biélorusses, Lituaniens, etc.). La population est majoritairement de confession orthodoxe russe. Il existe aussi d'importantes communautés chrétiennes, protestantes et catholiques et une minorité musulmane.

### Lieux de culte
- Plusieurs églises orthodoxes dont la principale est depuis 2010 la nouvelle cathédrale de Notre-Dame-de-la-Présentation. Les orthodoxes se réunissent aussi entre autres à l'église de l'Annonciation, à l'église Saint-Pierre-et-Saint-Paul, à la collégiale Saint-Michel-Archange, à l'église de l'Exaltation-de-la-Croix ou encore au monastère féminin de la Nativité-de-la-Vierge.
- Cathédrale Notre-Dame-de-Fátima de Karaganda (catholique), achevée en 2012[2]. Il est à noter que le diocèse de Karaganda dispose ici d'un séminaire.
- Église Notre-Dame-Mère-de-l'Église, paroisse tenue par les marianistes polonais[3].
- Ancienne cathédrale Saint-Joseph (catholique), à laquelle le rang de basilique mineure est accordée par le pape François en 2020[4].
- Église de l'Exaltation-de-la-Croix (catholique)
- Couvent de carmélites déchaussées.
- Église grecque-catholique (uniate) de la Protection-de-la-Mère-de-Dieu
- Il existe aussi plus d'une vingtaine de grandes et petites maisons de prière de diverses dénominations protestantes issues des États-Unis, comme le baptisme, le pentecôtisme, le presbytérianisme, l'adventisme, l'évangélisme, etc. ainsi que plusieurs sectes (mormons, témoins de Jéhovah, etc.). Le protestantisme classique est représenté par l'Église luthérienne (pour les descendants d'Allemands de la Volga nombreux à avoir été déportés au Kazakhstan en 1941) et les mennonites (id) qui possèdent plusieurs temples à Karaganda
- Plusieurs mosquées, dont la grande mosquée régionale, ou la mosquée n°1, ou encore la mosquée Akyt-Kajy, la mosquée n°2, la mosquée Taoutan Mollah, etc.

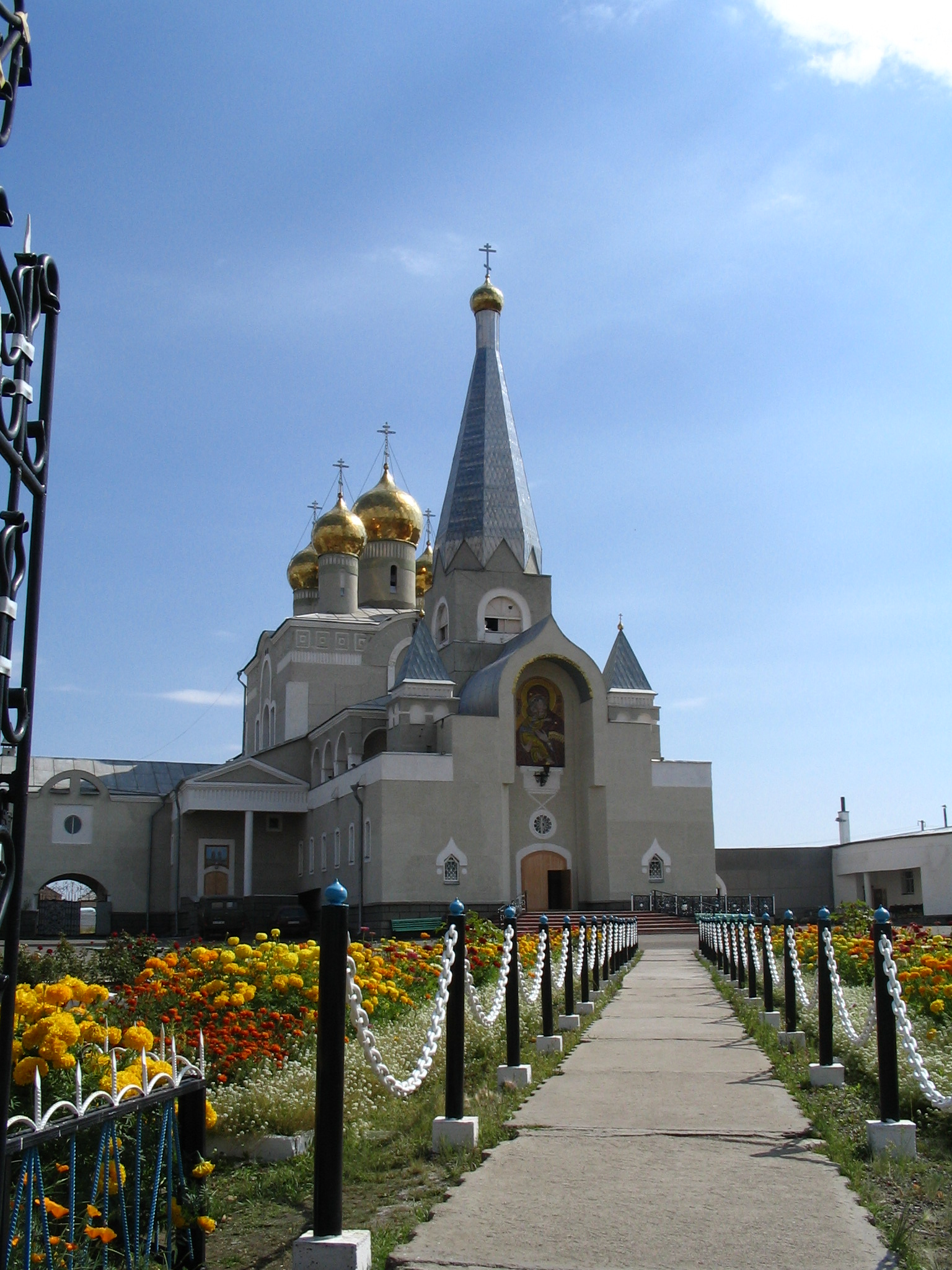
La nouvelle cathédrale orthodoxe de la Présentation.
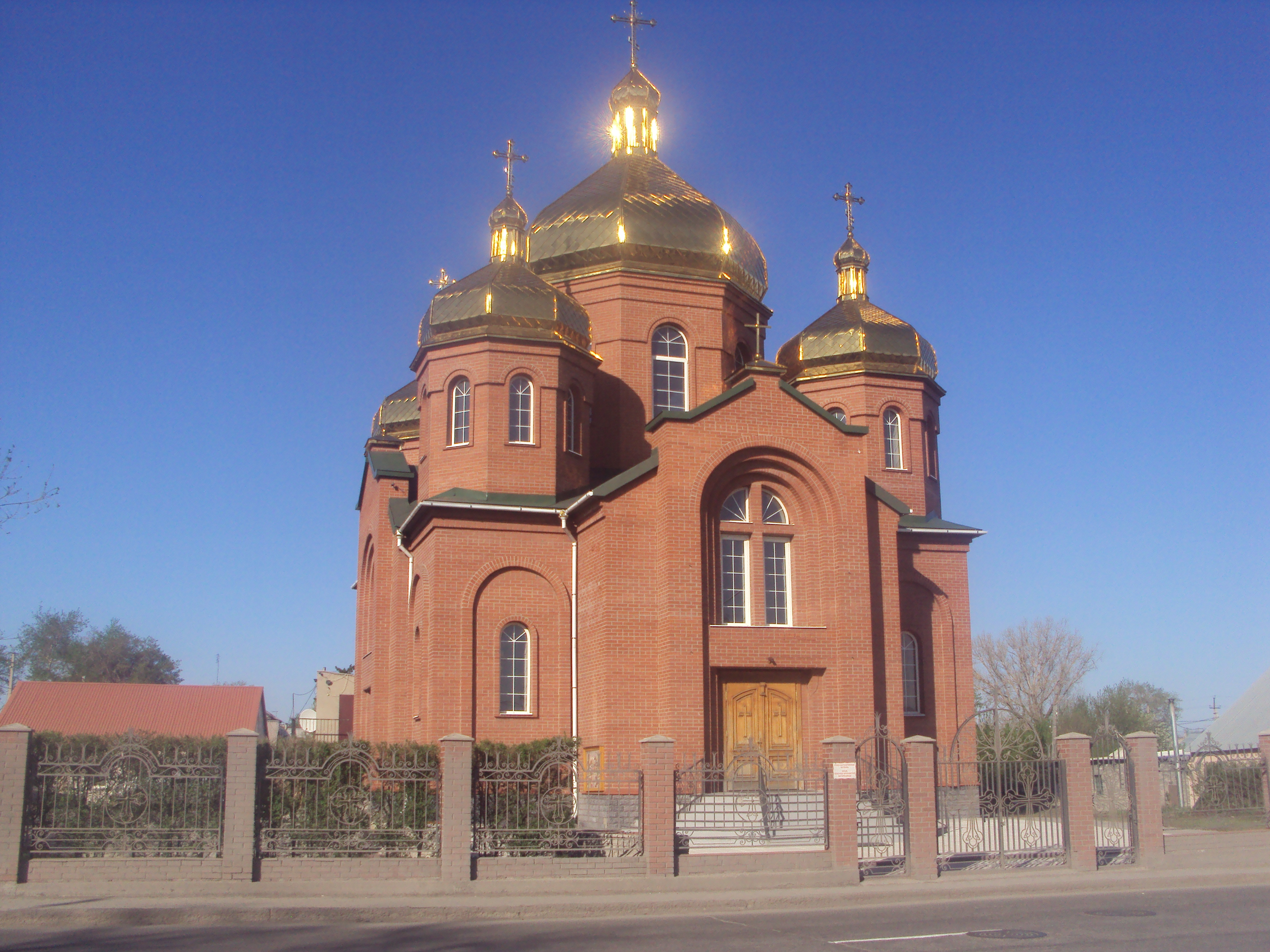
L’église grecque-catholique.
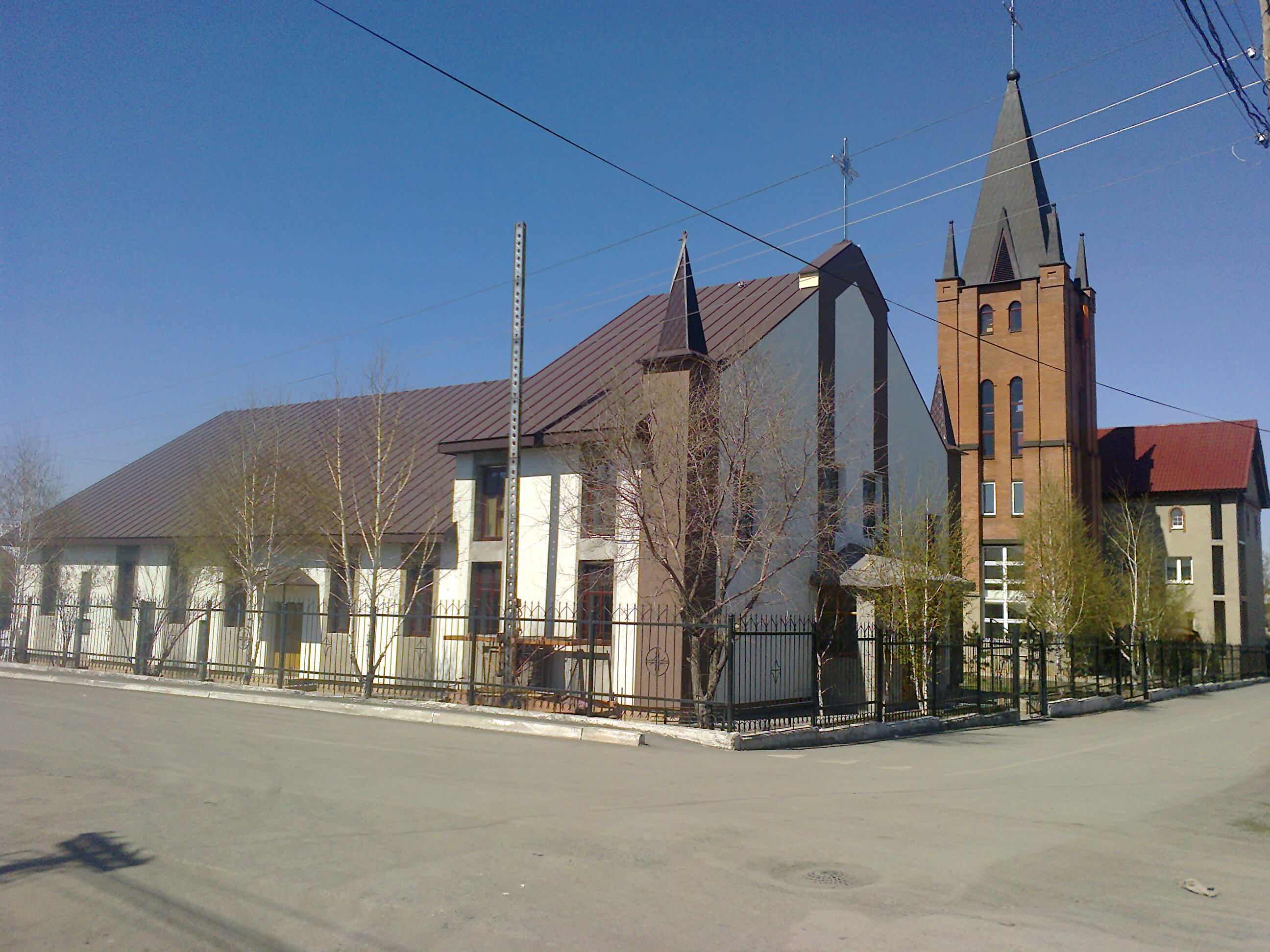
L'église catholique Saint-Joseph.

## Climat
Karaganda possède un climat continental de steppe, semi-aride et froid (type BSk selon la classification de Köppen). La neige recouvre le sol en moyenne 137 jours par an de début novembre à fin mars.
- Température record la plus froide: −42,9 °C (décembre 1938)
- Température record la plus chaude: 40,2 °C (août 2002)
- Nombre moyen de jours avec de la neige dans l'année: 101
- Nombre moyen de jours de pluie dans l'année: 85
- Nombre moyen de jours avec de l'orage dans l'année: 23
- Nombre moyen de jours avec du blizzard dans l'année: 17
- Nombre moyen de jours avec tempête de sable dans l'année: 3

| Mois                                        | jan.       | fév.     | mars       | avril      | mai       | juin      | jui.      | août      | sep.      | oct.       | nov.      | déc.       | année      |
| ------------------------------------------- | ---------- | -------- | ---------- | ---------- | --------- | --------- | --------- | --------- | --------- | ---------- | --------- | ---------- | ---------- |
| Température minimale moyenne (°C)           | −17,7      | −17,2    | −9,8       | 0,8        | 6,9       | 12,3      | 13,9      | 12,1      | 5,9       | −0,1       | −8,7      | −15,3      | −1,4       |
| Température moyenne (°C)                    | −13,4      | −12,5    | −5,4       | 6,4        | 13,5      | 18,8      | 20        | 18,6      | 12,1      | 4,8        | −5        | −11,2      | 3,9        |
| Température maximale moyenne (°C)           | −9,2       | −7,6     | −0,6       | 12,9       | 20,4      | 25,4      | 26,4      | 25,5      | 19        | 10,9       | −0,6      | −7,1       | 9,6        |
| Record de froid (°C) date du record         | −41,7 1969 | −41 1951 | −34,7 1971 | −23,9 1963 | −9,5 1969 | −2,3 1949 | 3,2 1936  | −0,8 1947 | −7,4 1969 | −19,3 1987 | −38 1987  | −42,9 1938 | −42,9 1938 |
| Record de chaleur (°C) date du record       | 6,2 1940   | 7 2016   | 22,3 2014  | 30,8 2020  | 35,6 1974 | 39,1 1988 | 39,6 2005 | 40,2 2002 | 37,4 1998 | 27,6 1970  | 18,4 2009 | 11,5 1989  | 40,2 2002  |
| Ensoleillement (h)                          | 106        | 142      | 189        | 231        | 297       | 335       | 330       | 303       | 247       | 141        | 108       | 99         | 2 528      |
| Précipitations (mm)                         | 25         | 24       | 27         | 30         | 37        | 43        | 52        | 29        | 21        | 30         | 33        | 31         | 382        |
| dont neige (cm)                             | 21         | 26       | 17         | 1          | 0         | 0         | 0         | 0         | 0         | 0          | 4         | 13         | 82         |
| Record de pluie en 24 h (mm) date du record | 16 1971    | 18 2004  | 38 1976    | 25 2005    | 39 1983   | 61 2007   | 61 1939   | 46 1988   | 28 1936   | 25 2019    | 32 2009   | 18 2017    | 61 1939    |
| Nombre de jours avec précipitations         | 1          | 1        | 4          | 9          | 14        | 12        | 14        | 10        | 9         | 9          | 6         | 2          | 91         |
| Humidité relative (%)                       | 79         | 78       | 78         | 61         | 54        | 50        | 55        | 52        | 53        | 66         | 77        | 78         | 65         |
| Nombre de jours avec neige                  | 20         | 19       | 15         | 6          | 1         | 0         | 0         | 0         | 1         | 7          | 15        | 19         | 103        |
| Nombre de jours d'orage                     | 0          | 0,04     | 0          | 1          | 4         | 5         | 8         | 4         | 1         | 0,03       | 0         | 0,03       | 23         |
| Nombre de jours avec brouillard             | 1          | 1        | 2          | 1          | 0         | 0,2       | 0         | 1         | 1         | 1          | 2         | 1          | 11         |

| Diagramme climatique                                  |             |            |           |           |            |            |            |         |            |            |             |
| J                                                     | F           | M          | A         | M         | J          | J          | A          | S       | O          | N          | D           |
| −9,2−17,725                                           | −7,6−17,224 | −0,6−9,827 | 12,90,830 | 20,46,937 | 25,412,343 | 26,413,952 | 25,512,129 | 195,921 | 10,9−0,130 | −0,6−8,733 | −7,1−15,331 |
| Moyennes : • Temp. maxi et mini °C • Précipitation mm |             |            |           |           |            |            |            |         |            |            |             |

## Personnalités liées à la commune
- Aslan Maskhadov, l'un des leaders du mouvement séparatiste tchétchène, est né le 21 septembre 1951 à Chakaï, dans l'oblys de Karaganda.
- Akhmad Kadyrov, président de la République de Tchétchénie de juin 2003 à octobre 2004, est né le 23 août 1951 à Karaganda.
- Alexandre Soljenitsyne, écrivain russe, vécut en exil à Karaganda de 1953 à 1956.
- Toktar Aubakirov, le premier cosmonaute kazakh, est né à Karaganda le 27 juillet 1946
- Nurken Abdirov, pilote militaire mort au combat durant la Seconde Guerre mondiale et héros de l'Union soviétique, est né en 1919 dans la région de Qaraghandy.
- Vladimir Muravyov, athlète, champion olympique.
- Dmitriy Karpov, athlète décathlon, recordman d'Asie.
- Eduard Hämäläinen, athlète biélorusse, puis finlandais.
- Mgr Joseph Werth, président de la conférence des évêques catholiques de Russie
- Gennady Golovkin, champion du monde de boxe des poids moyen, né à Karaganda, le 8 avril 1982.
- Regina Derieva, poétesse russe.
- Le chanteur français Hubert-Félix Thiéfaine a intitulé une de ses chansons Karaganda (Camp 99) (dans l’album Stratégie de l'inespoir en 2014) en hommage aux prisonniers du goulag
- Le rappeur russophone Maslo Chernogo Tmina (Масло Черного Тмина).

## Illustrations

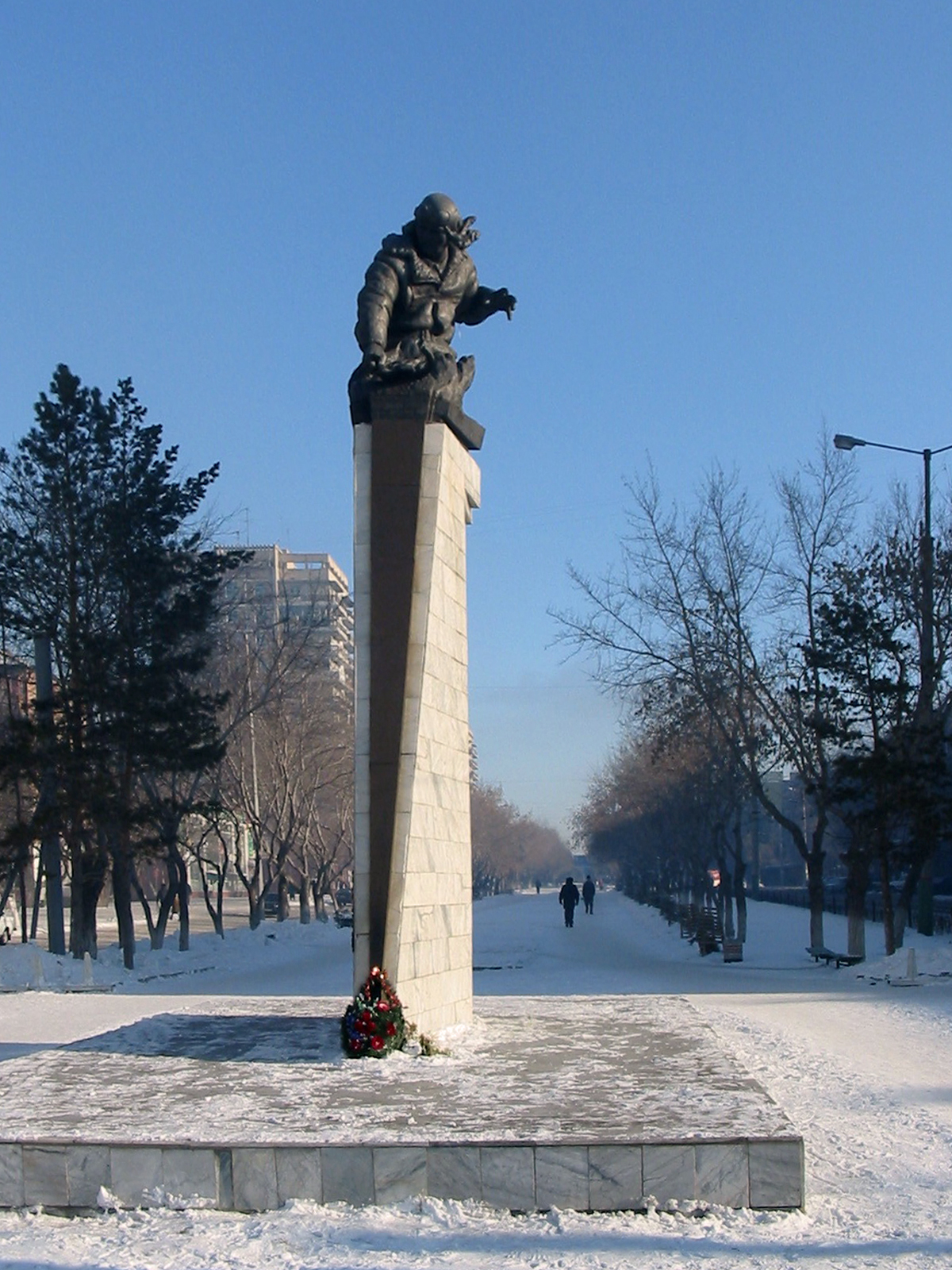
Statue de Nurken Abdirov (en).
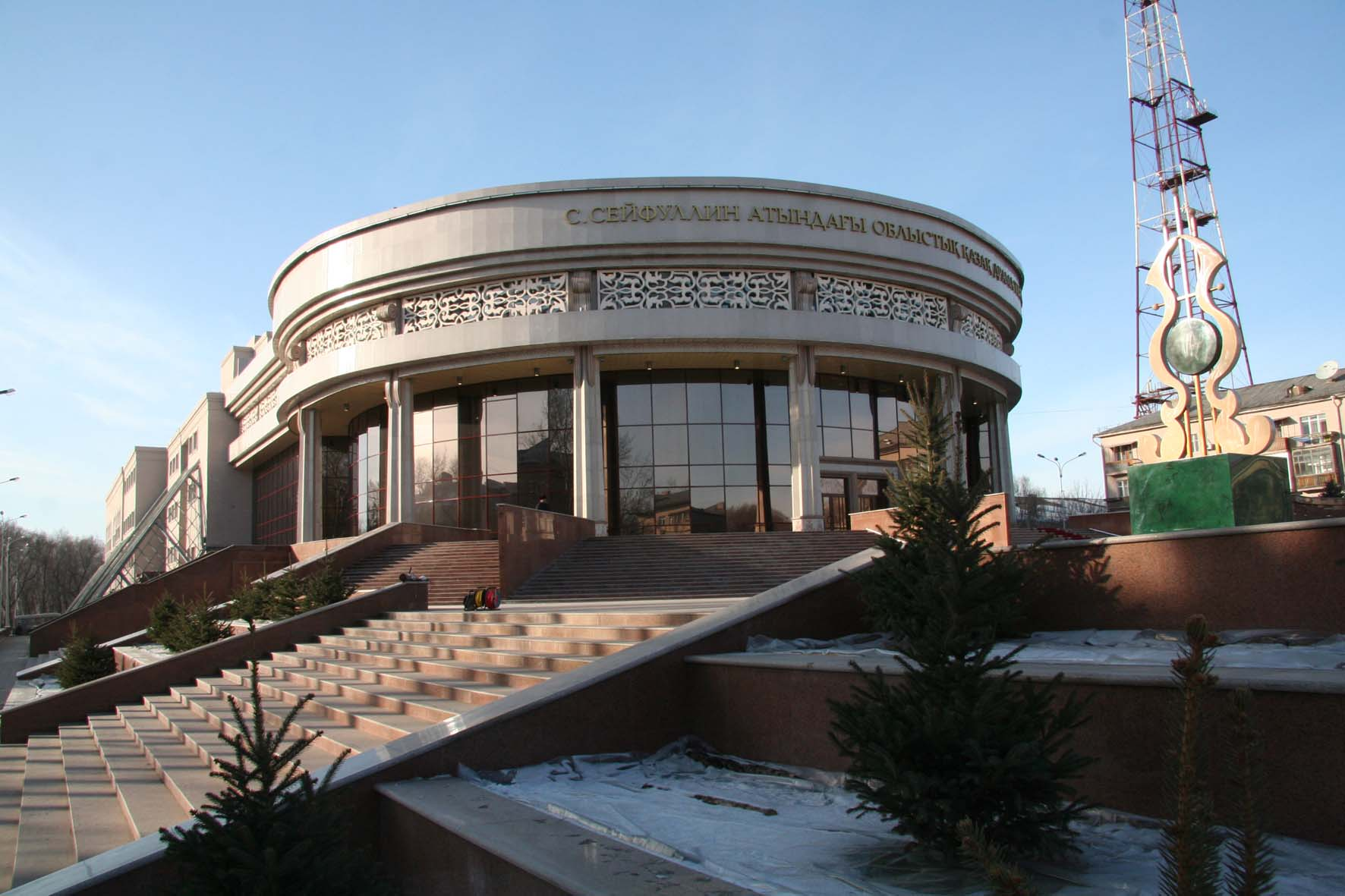
Le théâtre régional.
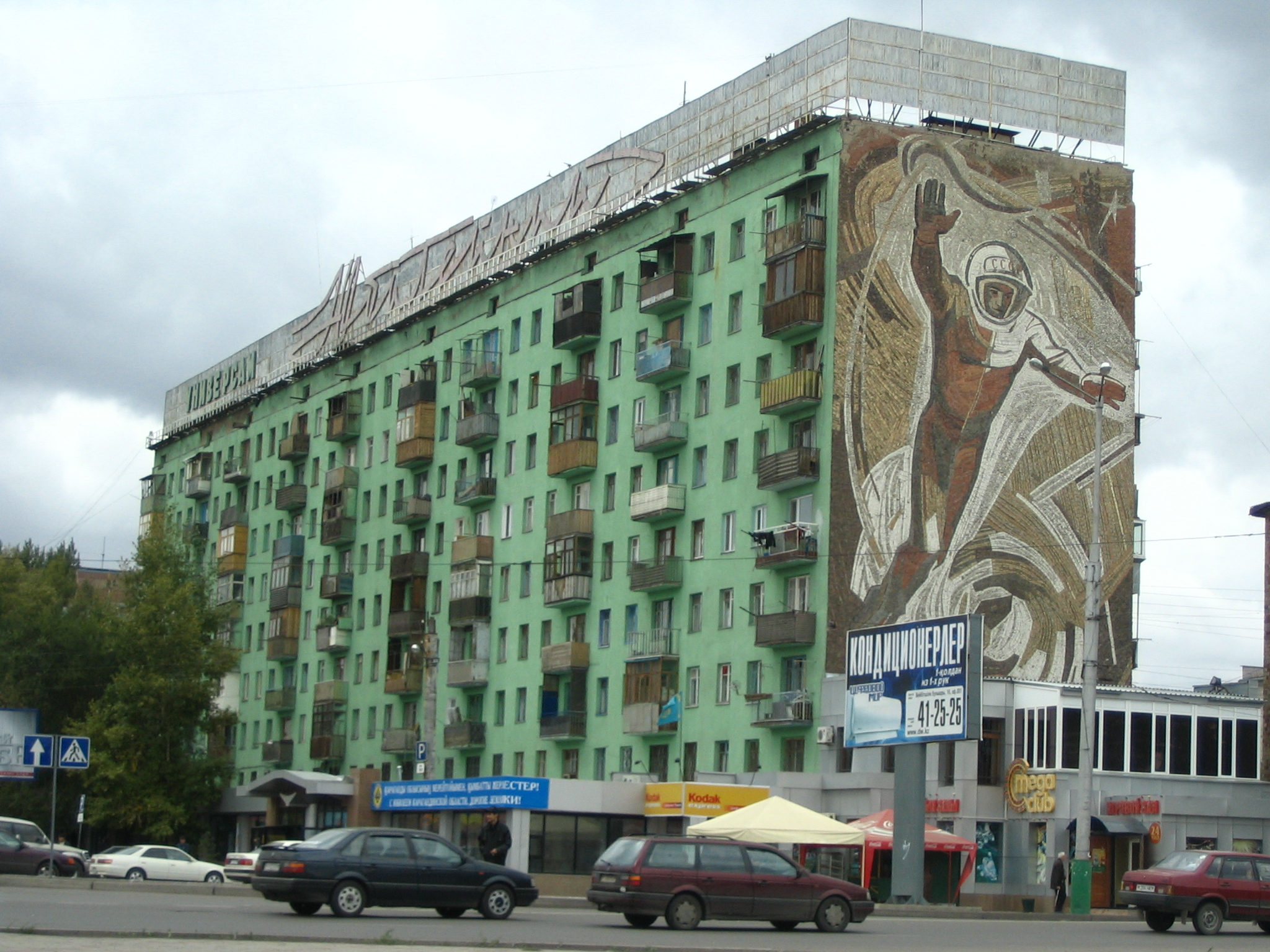
Supermarché au croisement de la Nurkena Ayudirova et de la rue Gogol.
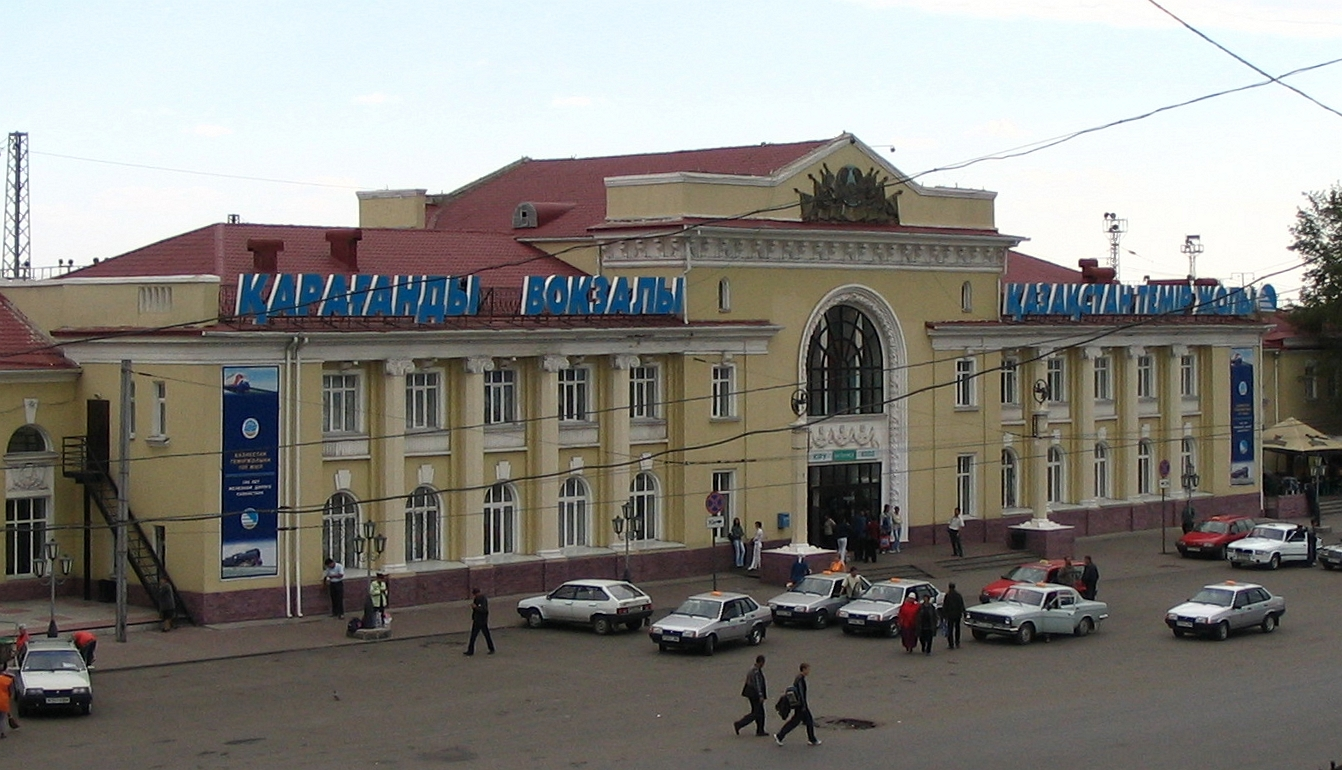
La Gare de Karaganda.